# Йонас Лессль
Йонас Лессль (дан. Jonas Lössl, нар. 1 лютого 1989, Коллінг) — данський футболіст, воротар клубу «Мідтьюлланн» та національної збірної Данії.

## Клубна кар'єра
Народився 1 лютого 1989 року в місті Кольдинг. Вихованець юнацьких команд футбольних клубів «Кольдінг» та «Мідтьюлланд». 2010 році він був включений в заявку основи останнього. 6 березня у матчі проти «Оденсе» він дебютував у данській Суперлізі, а вже з наступного сезону 2010/11 став основним воротарем рідної команди. У складі «Мідтьюлланда» Йонас двічі доходив до фіналу Кубка Данії. Загалом за п'ять сезонів взяв участь у 127 матчах чемпіонату. Більшість часу, проведеного у складі «Мідтьюлланда», був основним голкіпером команди.
Влітку 2014 року він перейшов у французький «Генгам». 21 вересня в матчі проти «Монако» Лессль дебютував у Лізі 1, після чого став основним воротарем команди протягом двох сезонів, взявши участь у 83 матчах у всіх турнірах.
Влітку 2016 року Йонас перейшов у німецький «Майнц 05», який шукав воротаря на місце Лоріса Каріуса, що перейшов у «Ліверпуль». 27 серпня в матчі проти дортмундської «Боруссії» Лессль дебютував у Бундеслізі. Відіграв за клуб з Майнца наступний сезон своєї ігрової кар'єри. Граючи у складі «Майнца» також здебільшого виходив на поле в основному складі команди.
Влітку 2017 року Йонас на правах оренди перейшов у англійський «Гаддерсфілд Таун». 12 серпня в матчі проти «Крістал Пелас» він дебютував у англійській Прем'єр-лізі. У новій команді Лессль витіснив наддосвідченого Роберта Гріна і зіграв у всіх 38 матчах команди в чемпіонаті, 10 з яких завершив без пропущених голів і допоміг команді зберегти місце в еліті. В підсумку пісзя завершення терміну оренди «Гаддерсфілд Таун» викупив контракт гравця.
До складу клубу «Евертон» приєднався 2019 року.

## Виступи за збірні
У 2005 році дебютував у складі юнацької збірної Данії, взяв участь у 6 іграх на юнацькому рівні, пропустивши 11 голів.
У 2008 році залучався до складу молодіжної збірної Данії. У 2011 році у її складі взяв участь в домашньому молодіжному чемпіонаті Європи. На турнірі він був дублером Міккеля Андерсена і на поле не вийшов. Всього на молодіжному рівні зіграв у 16 офіційних матчах, пропустив 26 голів. 
29 березня 2016 року в товариському матчі проти збірної Шотландії Йонас дебютував за збірну Данії, замінивши у перерві Каспера Шмейхеля.
У складі збірної був учасником чемпіонату світу 2018 року у Росії.
| Дата      | Місто  | Господарі | Результат | Гості | Турнір           | Голи | Примітки |
| --------- | ------ | --------- | --------- | ----- | ---------------- | ---- | -------- |
| 29-3-2016 | Глазго | Шотландія | 1 – 0     | Данія | товариський матч | -    | 46'      |
| Усього    |        | Матчів    | 1         |       | Голів            | -0   |          |

## Досягнення
«Мідтьюлланн»
- Чемпіон Данії: 2023–24[10]

Особисті досягнення
- Гравець місяця данської Суперліги: березень 2024